# Tetraena hamiensis
Tetraena hamiensis är en pockenholtsväxtart som först beskrevs av Georg August Schweinfurth, och fick sitt nu gällande namn av Beier & Thulin. Tetraena hamiensis ingår i släktet Tetraena och familjen pockenholtsväxter. Inga underarter finns listade i Catalogue of Life.